# Elsa Zylberstein
Elsa Zylberstein (ur. 16 października 1968 w Paryżu) – francuska aktorka filmowa.
Laureatka Cezara za rok 2008 dla najlepszej aktorki drugoplanowej, za rolę w filmie Kocham cię od tak dawna.
Zasiadała w jury sekcji "Un Certain Regard" na 74. MFF w Cannes (2021).

## Wybrana filmografia
- Czym chata bogata! (À bras ouverts) (2017) – Daphné Fougerole
- Linie Wellingtona (As linhas de Torres Vedras) (2012) – Irmã Cordélia
- Kocham cię od tak dawna (Il y a longtemps que je t'aime) (2008) – Léa
- La Fabrique des sentiments (2007) – Éloïse
- Unknown Things (2007) – młoda kobieta
- Kamienny krąg (Le concile de pierre) (2006) – Clarisse
- Nic wielkiego (J'invente rien) (2006) – Mathilde Mahut
- W poszukiwaniu siebie (La cloche a sonné) (2005) – Léa
- Mała Jerozolima (La petite Jérusalem) (2005) – Mathilde
- Journées froides qui menacent les plantes (2005)
- Pourquoi (pas) le Brésil (2004) – Laetitia Masson/Christine Angot
- Modigliani, pasja tworzenia (Modigliani) (2004) – Jeanne Hébuterne
- Qui perd gagne!! (2004) – Angèle
- Jutro przeprowadzka (Demain on déménage) (2004) – Michèle
- Trzy ślepe myszki (3 Blind Mice) (2003) – Nathalie Cross
- Ten dzień (Ce jour-là) (2003) – Livia
- Monsieur N. (2003) – Albine de Montholon
- Féroce (2002) – Zébulon
- Un ange (2001) – Léa Pastore
- Luba i duchy (Les fantômes de Louba) (2001) – Louba
- Not Afraid, Not Afraid (2001)
- Combat d'amour en songe (2000) – Lucrezia/Jessica/sułtan
- Return to Algiers (2000) – żona Pierre'a Nivela
- Czas odnaleziony (Le Temps retrouvé) (1999) – Rachel
- Chcę mieć wszystko (Je veux tout) (1999) – Eva
- Lautrec (1998) – Suzanne Valadon
- Mężczyzna jest kobietą jak każdy (L'Homme est une femme comme les autres) (1998) – Rosalie Baumann
- XXL (1997) – Arlette Stern
- Metroland (1997) – Annick
- Tenue correcte exigée (1997) – Lucie
- Teatr cieni (Portraits chinois) (1996) – Emma
- Un samedi sur la terre (1996) – Claire
- Jefferson w Paryżu (Jefferson in Paris) (1995) – Adrienne de Lafayette
- Farinelli: ostatni kastrat (Farinelli) (1994) – Alexandra
- Mina Tannenbaum (1994) – Ethel Bénégui
- La place d'un autre (1993) – Florence
- Comment font les gens (1993) – Yvette
- De force avec d'autres (1993) – Do
- Beau fixe (1992) – Frédérique
- L'Amoureuse (1992) – Clairvoyant
- Księżna Alexandra (Princesse Alexandra) (1992) – siostra Ermenegilde
- Ogień i śnieg (La neige et le feu) (1991)
- Van Gogh (1991) – Cathy
- Génial, mes parents divorcent! (1991) – La soeur de Thomas
- Alisée (1991) – Alisée
- Baptême (1989) – Gabrielle